# Geribde jachthorenslak
De geribde jachthorenslak (Vallonia costata) is een slakkenslakken uit de familie van de Valloniidae. De wetenschappelijke naam van de soort werd in 1774 voor het eerst geldig gepubliceerd door Otto Friedrich Müller.

## Kenmerken
De bijna schijfvormige schelp is ongeveer 1,1 tot 1,6 mm hoog en 2,2 tot 2,7 mm breed. Er zijn tot 3 1/4 windingen die licht geschouderd zijn; de periferie ligt iets boven het midden van de windingen. Het embryonale omhulsel beslaat 1 1/8 winding. De windingennemen aanvankelijk snel en regelmatig toe. De laatste winding daalt af van de as en neemt sterk toe, bijna als een trechter. De windingen zijn sterk gewelfd, maar omsluiten elkaar slechts in geringe mate in dwarsdoorsnede. De navel is zeer wijd open, bijna komvormig. De meestal ronde mond is zeer schuin op de spiraalvormige as. 
De bevestigingspunten van de mondrand aan de vorige winding worden dichter bij elkaar gebracht en verbonden door een dunne callus. De mondrand is sterk gewelfd en vormt een sterke, witte, omrande lip, die door een brede groef van de scherpe mondrand wordt gescheiden. De embryonale schaal vertoont meestal duidelijke spiraalvormige lijnen, maar deze zijn bijna uitsluitend beperkt tot het peristracum. Het oppervlak van de teleoconch heeft regelmatig gerangschikte en vrij scherpe richels. Naast de ribben zijn er fijne, vaak onregelmatige groeistroken. De ribben hebben een hoog aandeel organisch periostracum. Bij sterk verweerde schelpen, waarbij het periostracum al ontbreekt of organisch is aangetast, zijn de ribben dus moeilijk te herkennen. De behuizing is grijswit, geelachtig tot bruingrijs. De kastwand is dun tot medium dik, de schaal is een beetje doorschijnend. De lip is zichtbaar als een brede witte streep rond de snuit. De radula (rasptong) heeft 29 elementen per dwarsrij, met in totaal zo'n 70 dwarsrijen.

### Vergelijkbare soorten
De geribde jachthorenslak lijkt qua vorm en grootte van de schelp op die van Vallonia suevica. Maar de laatste heeft geen ribben. Bij de andere Vallonia-soorten is de mondrand niet zo breed en sterk naar buiten gekromd. Daarnaast ontbreekt de ribbels. Alleen Vallonia enniensis is geribbeld, maar fijner en dichter.

## Verspreiding en leefgebied
De geribde jachthorenslak komt voor in heel Europa, in Noord-Europa tot ongeveer 70° noorderbreedte (hier alleen langs de kusten), van het Iberisch schiereiland in het westen tot het Russische Verre Oosten. Het is zeer waarschijnlijk dat het ook in Noord-Amerika voorkomt. Dit zou het een Holarctische verspreiding geven. Volgens Gerber (1996) is dit bewijs echter waarschijnlijk gebaseerd op verwarring met andere geribbelde Vallonia-soorten. In het zuiden van het verspreidingsgebied is het bewezen in Turkije en Noordwest-Afrika. In Centraal-Azië is de soort gevonden in Iran, Afghanistan, Kasjmir en Mongolië. De soort komt ook voor op de Canarische Eilanden, Madeira en de Azoren. In de Alpen stijgt het tot 2200 meter boven de zeespiegel. Het is ook antropogeen naar Zuid-Afrika vervoerd.
Het geeft de voorkeur aan matig vochtige tot vrij droge, open leefgebieden zoals puin, stenen muren, semi-aride gazons, zandduinen, zelden in droge, schaarse bossen, zeer zelden in moerassen.